# Takigawa Kazumasu
En aquest nom japonès, el cognom és Takigawa.
Takigawa Kazumasu - 滝 川 一 益 (japonès)- (1525-1586) del clan Takigawa, originari de la província d'Omi. Va ser un samurai partidari d'Oda Nobunaga i després de Toyotomi Hideyoshi durant el període Sengoku. Va ser nomenat Kanto-kanrei (representant del shogun a la regió de Kantō) per Nobunaga, amb aquest càrrec i amb una part de la província de Kozuke sota el seu domini, va ser assignat a la vigilància del clan Hōjō estableix Odawara. Mentre va ser partidari de Nobunaga, prenc part en moltes batalles, inclosa la batalla d'Anegawa el 1570 i les campanyes contra el Ikko-Ikki de Nagashima (1571-1574). Després de la mort de Nobunaga el 1582, Kazumasu, igual que altres partidaris de Nobunaga, va començar a servir Takigawa Kazumasu després de la seva derrota.